# 東京藝術大學
东京艺术大学（日语：／ Tōkyō Geijutsu Daigaku */?），是一所校本部位於日本东京都台东区上野公园的国立藝術大學。主要目的为培养美术和音乐领域的艺术家。常簡稱“艺大”（げいだい）。
东京艺大由東京美術學校與東京音樂學校於1949年5月合併成立，設有美术学部、音乐学部以及美術、音楽、映像、国際芸術創造等4研究科。培养了许多日本代表性的艺术家，其中美术学部是日本绝大多数著名画家、艺术家的摇篮。在日本国内被一致公认为日本最高的艺术家培养机构。

## 沿革
1949年5月根据《國立學校設置法》，“东京美术学校”（ Tōkyō Bijutsu Gakkō）和“东京音乐学校”（ Tōkyō Ongaku Gakkō）合并成新制“东京艺术大学”。原東京美術學校併入後改組為該校的美術學院。
東京藝大最初僅招收男性學生，後於1946年開始招收女性學生。研究所於1963年設立，並於1977年開始頒授博士學位。2004年4月1日，由於日本制定《國立大學法人法》並廢止《國立學校設置法》，該校改制為“国立大学法人东京艺术大学”（ Kokuritsu Daigaku Hōjin Tōkyō Geijutsu Daigaku）。
2008年4月1日，東京藝大的英文校名自「Tokyo National University of Fine Arts and Music」改為「Tokyo University of the Arts」。

### 东京美术学校
- 1885年（明治18年）文部省图画调查会提议设立官立美术学校，设立了以欧内斯特·费诺罗萨（Earnest F. Fenollosa 1853-1908）、冈仓天心、狩野芳崖等人为核心的“图画调查科”。
- 1887年（明治20年）改称“东京美术学校”，搬迁至现在的上野校区。

### 东京音乐学校
- 1879年（明治12年）文部省设立以伊泽修二为负责人的“音樂調查科（日语：音楽取調掛）”。负责调查日本国的音乐教育。此后成为负责师范学校附属小学校生和幼儿园学生的音乐教育，培养音乐教员，也负责颁布学制的音乐专门教育机构。此后数次更改名称，1887年（明治20年）改成“东京音乐学校”。之后，一度成为东京高等师范学校的附属学校，经过数次机构改革后，在“东京艺术大学”开学2年后的1952年关闭。

## 校区
- 上野校区 东京都台东区上野
- 取手校区 茨城县取手市
- 横滨校区 神奈川县横滨市中区

## 学部

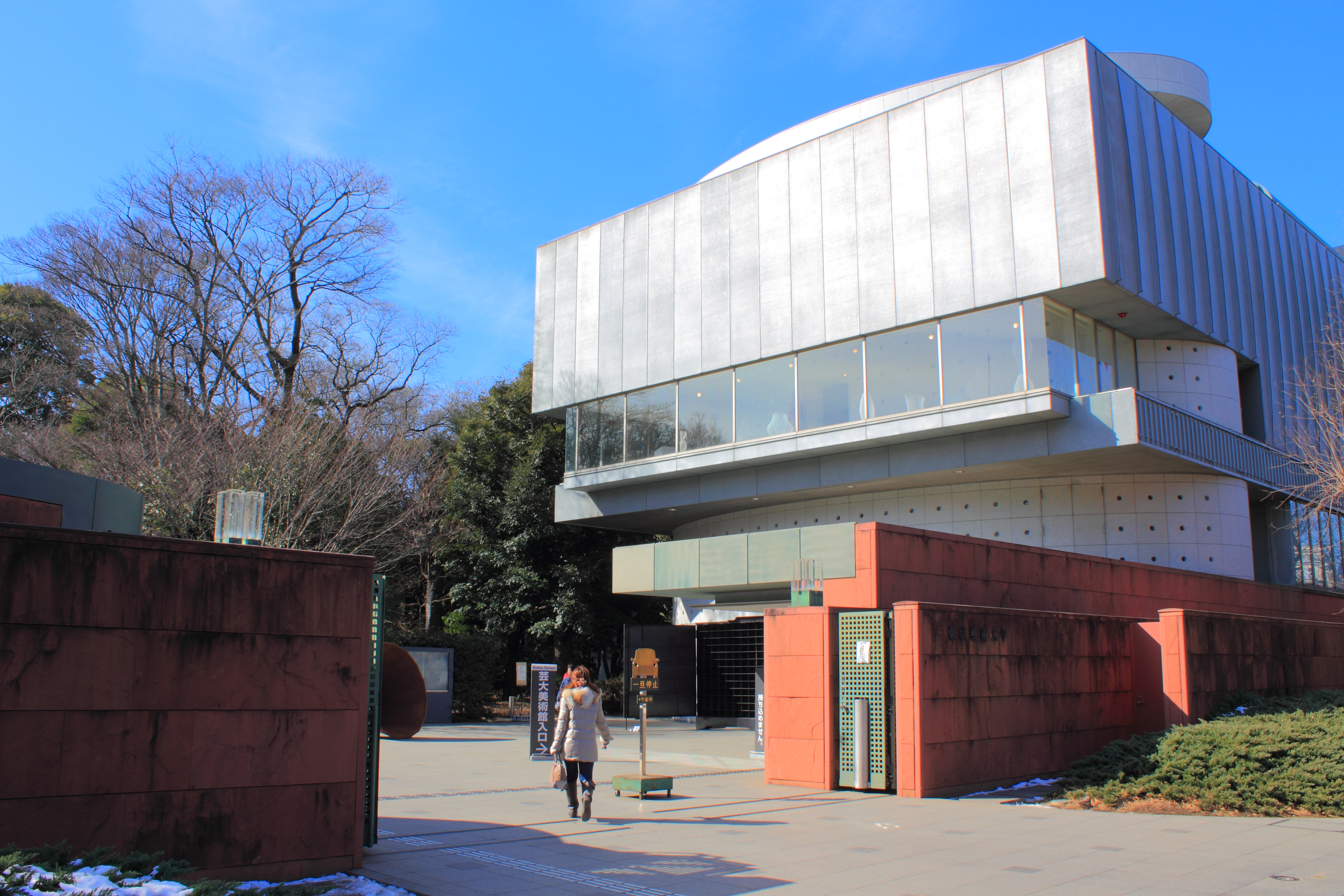
東京藝術大學大學美術館，位於該校美術學部

- 美术学部
  - 绘画科 
    - 日本画专业
    - 油画专业

  - 雕刻科
  - 工艺科
  - 设计科
  - 建筑科
  - 先端艺术表现科
  - 艺术学科
- 音乐学部
  - 作曲科
  - 指挥科
  - 声乐科
  - 器乐科
  - 邦乐科
  - 乐理科
  - 音乐环境创造科

在其他学校也设有别科

## 大学院
- 美术研究科
  - 硕士课程
  - 博士课程〔后期〕
- 音乐研究科
  - 硕士课程
  - 博士课程〔后期〕
- 映像研究科
  - 硕士课程
  - 博士课程〔后期〕
- 國際藝術創造研究科
  - 硕士课程

## 著名校友

### 作曲家
- 山岡晃
- 黛敏郎
- 千住明
- 团伊玖磨
- 高嶋綠（日语：高嶋緑）
- 坂本龙一
- 瀧廉太郎
- 山田耕筰
- 木下牧子
- 芥川也寸志
- 張福興
- 岩代太郎（日语：岩代太郎）
- 濱渦正志
- 岩崎琢
- 海野雅威
- 常田大希

### 畫家
- 林達川
- 陳抱一
- 許幸之
- 陳澄波
- 廖繼春
- 李梅树
- 李石樵
- 顏水龍
- 後藤仁
- 郭東榮

### 漫畫家
- 林田球
- 山口飛翔

### 其他
- 李叔同：画家、作曲家、演员、作家
- 黄土水：雕刻家
- 野村萬齋：演員、狂言師
- 大賀典雄：Sony公司社長、CEO、會長，聲樂家、指揮家
- 伊勢谷友介：演員、電影導演、藝術家
- 石丸幹二：演员、歌手
- 會田誠（日语：会田誠）：藝術家、電影導演
- 池田瑛紗：日本偶像藝人、演員